# Mistrzostwa Świata w Piłce Nożnej 2022 (eliminacje strefy AFC)/Grupa 7

## Grupa 7
| Lp. | Drużyna                      | M | Mecze | Mecze | Mecze | Bramki | Bramki | Bramki | Pkt |
| Lp. | Drużyna                      | M | W     | R     | P     | +      | −      | +/−    | Pkt |
| --- | ---------------------------- | - | ----- | ----- | ----- | ------ | ------ | ------ | --- |
| 1.  | Zjednoczone Emiraty Arabskie | 8 | 6     | 0     | 2     | 23     | 7      | +16    | 18  |
| 2.  | Wietnam                      | 8 | 5     | 2     | 1     | 13     | 5      | +8     | 17  |
| 3.  | Malezja                      | 8 | 4     | 0     | 4     | 10     | 12     | −2     | 12  |
| 4.  | Tajlandia                    | 8 | 2     | 3     | 3     | 9      | 9      | 0      | 9   |
| 5.  | Indonezja                    | 8 | 0     | 1     | 7     | 5      | 27     | −22    | 1   |

## Mecze
| 5 września 2019 19:00 UTC+7 | Tajlandia | 0:0(0:0)Raport | Wietnam | Thammasat Stadium, Pathum Thani Widzów: 19 011 Sędzia: Saoud Al-Adba |
|                             |           |                |         |                                                                      |

| 5 września 2019 19:30 UTC+7 | Indonezja · Beto 11', 38' | 2:3(2:1)Raport | Malezja · 36', 90+6' Suamreh · 65' Syafiq | Stadion Gelora Bung Karno, Dżakarta Widzów: 54 659 Sędzia: Ko Hyung-jin |
|                             |                           |                |                                           |                                                                         |

| 10 września 2019 19:30 UTC+7 | Indonezja | 0:3(0:0)Raport | Tajlandia · 55', 71' Sarachat · 65' (k.) Bunmathan | Stadion Gelora Bung Karno, Dżakarta Widzów: 11 619 Sędzia: Ma Ning |
|                              |           |                |                                                    |                                                                    |

| 10 września 2019 20:45 UTC+8 | Malezja · Syafiq 1' | 1:2(1:1)Raport | Zjednoczone Emiraty Arabskie · 41', 75' Mabkhout | Stadion Narodowy Bukit Jalil, Kuala Lumpur Widzów: 43 200 Sędzia: Hiroyuki Kimura |
|                              |                     |                |                                                  |                                                                                   |

| 10 października 2019 20:00 UTC+7 | Wietnam · Nguyễn Quang Hải 40' | 1:0(1:0)Raport | Malezja | Stadion Narodowy Mỹ Đình, Hanoi Widzów: 38 256 Sędzia: Mooud Bonyadifard |
|                                  |                                |                |         |                                                                          |

| 10 października 2019 20:00 UTC+4 | Zjednoczone Emiraty Arabskie · Ibrahim 40.' · Mabkhout 51', 63' (k.), 72' · Ahmed 90+3' | 5:0(1:0)Raport | Indonezja | Malab Al Maktum, Dubaj Widzów: 6678 Sędzia: Adham Makhadmeh |
|                                  |                                                                                         |                |           |                                                             |

| 15 października 2019 19:30 UTC+8 | Indonezja · Bachdim 84' | 1:3(0:1)Raport | Wietnam · 26' Đỗ Duy Mạnh · 55' (k.) Quế Ngọc Hải · 61' Nguyễn Tiến Linh | Kapten I Wayan Dipta Stadium, Bali Widzów: 8237 Sędzia: Turki Al-Khudhayr |
|                                  |                         |                |                                                                          |                                                                           |

| 15 października 2019 19:00 UTC+7 | Tajlandia · Dangda 26' · Panya 51' | 2:1(1:1)Raport | Zjednoczone Emiraty Arabskie · 45+2' Mabkhout | Thammasat Stadium, Pathum Thani Widzów: 16 057 Sędzia: Hettikamkanamge Perera |
|                                  |                                    |                |                                               |                                                                               |

| 14 listopada 2019 20:45 UTC+8 | Malezja · Gan 26' · Sumareh 57' | 2:1(1:1)Raport | Tajlandia · 7' Songkrasin | Stadion Narodowy Bukit Jalil, Kuala Lumpur Widzów: 39 363 Sędzia: Ali Sabah |
|                               |                                 |                |                           |                                                                             |

| 14 listopada 2019 20:00 UTC+7 | Wietnam · Nguyễn Tiến Linh 44' | 1:0(1:0)Raport | Zjednoczone Emiraty Arabskie | Stadion Narodowy Mỹ Đình, Hanoi Widzów: 37 879 Sędzia: Jumpei Iida |
|                               |                                |                |                              |                                                                    |

| 19 listopada 2019 20:45 UTC+8 | Malezja · Safawi 30', 73' | 2:0(1:0)Raport | Indonezja | Stadion Narodowy Bukit Jalil, Kuala Lumpur Widzów: 75 044 Sędzia: Alireza Faghani |
|                               |                           |                |           |                                                                                   |

| 19 listopada 2019 20:00 UTC+7 | Wietnam | 0:0(0:0)Raport | Tajlandia | Stadion Narodowy Mỹ Đình, Hanoi Widzów: 40 000 Sędzia: Ahmed Al-Kaf |
|                               |         |                |           |                                                                     |

| 3 czerwca 2021 20:45 UTC+4 | Tajlandia · Weerawatnodom 5' · Kraisorn 50' | 2:2(1:1)Raport | Indonezja · 39' Widnyana · 60' Dimas | Malab Al Maktum, Dubaj (ZEA) Widzów: 0 Sędzia: Ammar Mahfoodh |
|                            |                                             |                |                                      |                                                               |

| 3 czerwca 2021 20:45 UTC+4 | Zjednoczone Emiraty Arabskie · Mabkhout 18', 90+1' · Lima 83', 90+2' | 4:0(1:0)Raport | Malezja | Stad Nadi al-Wasl, Dubaj Widzów: 1127 Sędzia: Kim Dae-yong |
|                            |                                                                      |                |         |                                                            |

| 7 czerwca 2021 20:45 UTC+4 | Zjednoczone Emiraty Arabskie · Caio 14' · Lima 33' · Jumaa 90+4' | 3:1(2:0)Raport | Tajlandia · 54' Mueanta | Stad Nadi al-Wasl, Dubaj Widzów: 980 Sędzia: Ryuji Sato |
|                            |                                                                  |                |                         |                                                         |

| 7 czerwca 2021 20:45 UTC+4 | Wietnam · Nguyễn Tiến Linh 51' · Nguyễn Quang Hải 62' · Nguyễn Công Phượng 67' · Vũ Văn Thanh 74' | 4:0(0:0)Raport | Indonezja | Malab Al Maktum, Dubaj (ZEA) Widzów: 225 Sędzia: Ahmed Al-Ali |
|                            |                                                                                                   |                |           |                                                               |

| 11 czerwca 2021 20:45 UTC+4 | Indonezja | 0:5(0:2)Raport | Zjednoczone Emiraty Arabskie · 22', 49' (k.) Mabkhout · 28', 55' Lima · 86' Tagliabúe | Stad Nadi al-Wasl, Dubaj (ZEA) Widzów: 963 Sędzia: Mohammed Al-Hoish |
|                             |           |                |                                                                                       |                                                                      |

| 11 czerwca 2021 20:45 UTC+4 | Malezja · Guilherme 72' (k.) | 1:2(0:1)Raport | Wietnam · 27' Nguyễn Tiến Linh · 82' (k.) Quế Ngọc Hải | Malab Al Maktum, Dubaj (ZEA) Widzów: 335 Sędzia: Ryuji Sato |
|                             |                              |                |                                                        |                                                             |

| 15 czerwca 2021 20:45 UTC+4 | Zjednoczone Emiraty Arabskie · Salmeen 32' · Mabkhout 40' (k.) · Khamis 50' | 3:2(2:0)Raport | Wietnam · 85' Nguyễn Tiến Linh · 90' Trần Minh Vương | Stad Nadi al-Wasl, Dubaj Widzów: 1335 Sędzia: Ali Sabah |
|                             |                                                                             |                |                                                      |                                                         |

| 15 czerwca 2021 20:45 UTC+4 | Tajlandia | 0:1(0:0)Raport | Malezja · 52' (k.) Safawi | Malab Al Maktum, Dubaj (ZEA) Widzów: 142 Sędzia: Mohammed Al-Hoish |
|                             |           |                |                           |                                                                    |

## Strzelcy
11 goli
- Ali Mabkhout

5 goli
- Nguyễn Tiến Linh
- Fábio Virginio de Lima

3 gole
- Mohamadou Sumareh
- Safawi Rasid

2 gole
- Beto Gonçalves
- Syafiq Ahmad
- Supachok Sarachat
- Nguyễn Quang Hải
- Quế Ngọc Hải

1 gol
- Irfan Bachdim
- Evan Dimas
- Kadek Agung Widnyana
- Brendan Gan
- Guilherme
- Theerathon Bunmathan
- Teerasil Dangda
- Adisak Kraisorn
- Suphanat Mueanta
- Ekanit Panya
- Narubadin Weerawatnodom
- Chanathip Songkrasin
- Đỗ Duy Mạnh
- Nguyễn Công Phượng
- Trần Minh Vương
- Vũ Văn Thanh
- Tareq Ahmed
- Caio Canedo Corrêa
- Khalil Ibrahim
- Mohammed Jumaa
- Mahmoud Khamis
- Ali Salmeen
- Sebastián Tagliabúe